# クロックマダム

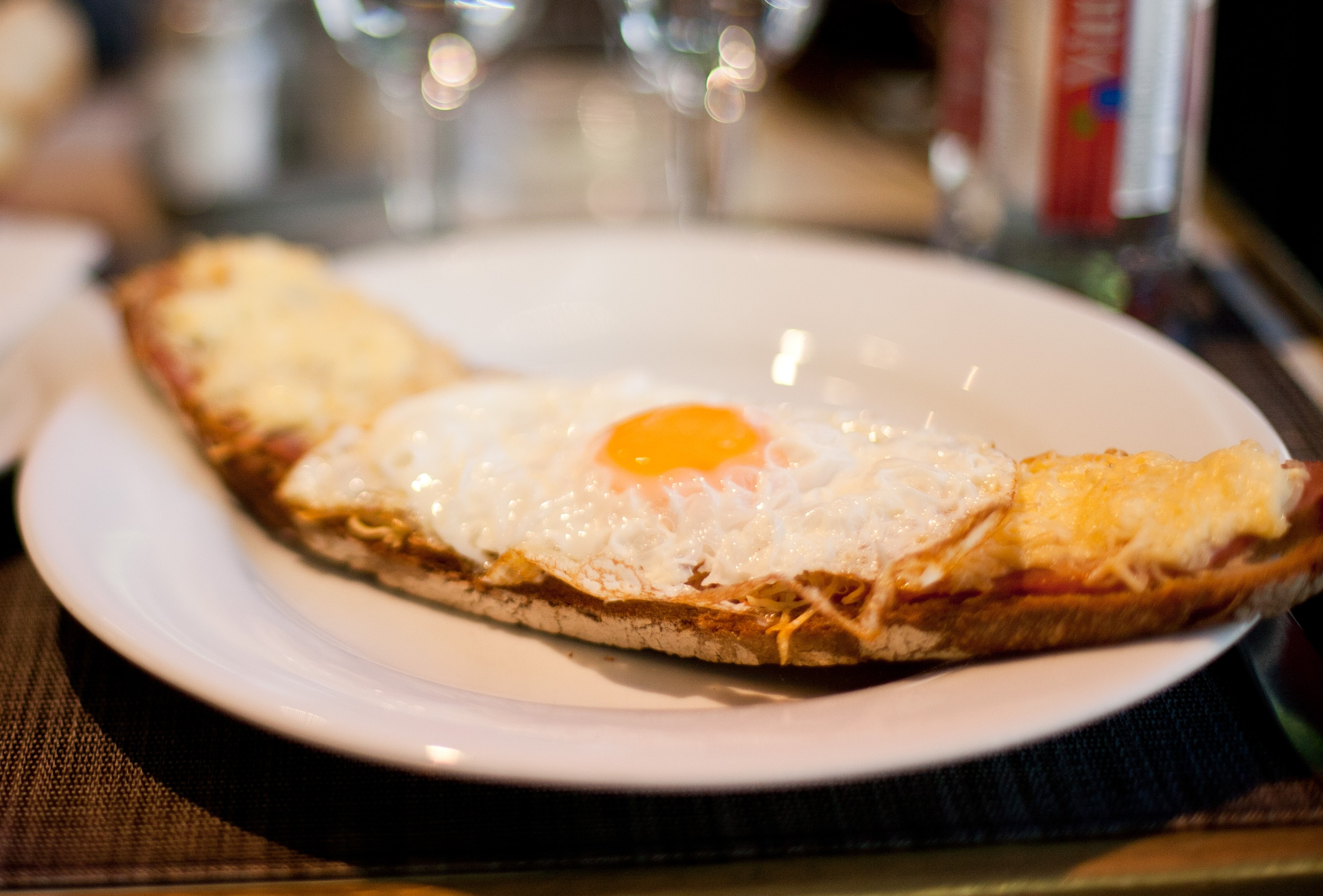
クロックマダム

クロックマダム（フランス語: croque-madame）は、フランスのバーやカフェなどで軽食として提供されるトーストの一種。クロックムッシュのバリエーションの一つ。
クロックムッシュに目玉焼きを盛り付けたものである。
レシピの例
1. クロックムッシュを作り、オーブントースターで焼く。その際、上になるパンには両面にバターを塗っておく。
2. クロックムッシュを焼いている間に、目玉焼きを好みの固さに焼く。
3. 目玉焼きに塩、胡椒を振り、焼けたクロックムッシュに乗せる。

上記とは別に、鶏のクリーム煮をサンドイッチにしたものをクロックマダムと呼ぶこともある。